# مايكل ميخائيلسن
مايكل ميخائيلسن (بالدنماركية: Michael Jacob Michaelsen)‏ (11 أبريل 1899 – 13 أغسطس 1970) هو ملاكم دنماركي راحل، مثّل بلاده في الألعاب الأولمبية الصيفية 1928.

## روابط خارجية
مايكل ميخائيلسن على موقع أوليمبيديا (الإنجليزية)